# Shannen Doherty
Shannen (Maria) Doherty (/ˈdoʊ.ərti/; sinh ngày 12 tháng 4, năm 1971 – 13 tháng 7, năm 2024) là nữ diễn viên, đạo diễn truyền hình, nhà sản xuất và tác giả người Mỹ gốc Ai-len.
Shannen nổi tiếng với diễn xuất trong vai Heather Duke của phim Heathers cùng Wiona Ryder (1989), trong vai Brenda Walsh của phim truyền hình Beverly Hills, 90210 (1990-1994) cũng như phiên bản mới 90210, và trong vai Prue Halliwell của phim Phép thuật (phim truyền hình) (1998–2001). Vai diễn của Shannen cùng với bộ phim Phép thuật (phim truyền hình) là một trong những bộ phim truyền hình nước ngoài được yêu thích nhất tại Việt Nam cuối thập niên 90 và đầu thập niên 2000.
Shannen từng là một trong những thần tượng lớn của thanh thiếu niên Mỹ thập niên 80, 90.
Shannen đã giành 1 giải Young Artist Award, 1 giải Webby Awards, 1 giải ASCAP Awards và 20 đề cử khác.
Ngày 13 tháng 7 năm 2024, ngôi sao người Mỹ Shannen Doherty đã qua đời ở tuổi 53 sau 9 năm chống chọi với bệnh ung thư.

## Thời thơ ấu và khởi Nghiệp
Doherty sinh tại Memphis, Tennessee - miền nam Hoa Kỳ. Shannen sinh ra trong gia đình bậc trung, mẹ là Rosa Elizabeth (née Wright), một chủ tiệm salon chăm sóc sắc đẹp, còn cha là John Thomas Doherty, Jr., một chuyên gia cố vấn bất động sản. Cô có một anh trai hơn 4 tuổi là Sean. Tổ tiên Doherty thuộc Irish Catholic của Ai-len còn mẹ cô thuộc chủng tộc người Anh, Scotland và Bắc Ai-len. Tuy nhiên, Shannen được nuôi dạy nghiêm ngặt theo tôn giáo của mẹ, đạo Nam Baptist của Hoa Kỳ thuộc Kitô giáo.
Gia đình Doherty chuyển đến Beverly Hills, Los Angeles cuối những năm 70 khi Shannen tròn 7 tuổi. Shannen tình cờ nhận được lời mời đóng phim trong thời gian này, tuy nhiên, chỉ nhận lời sau biến cố của gia đình Doherty với bệnh tật, hóa đơn viện phí nợ của cha mẹ và khánh kiệt. Cùng trong năm, Shannen đã đối mặt với nguy cơ mất cả cha lẫn mẹ khi cha bị đột quỵ nặng do Tai biến mạch máu não, mẹ bị nguy cơ tử vong do Chứng phình mạch ở não.
Trong năm 1981, Shannen đã gây được ấn tượng tốt với các vai phụ trong một số bộ phim truyền hình bao gồm Voyagers!, Father Murphy, và Airwolf. Khi bản thông cáo thử vai cho một trong những vai chính của tác phẩm chuyển thể phim truyền hình nổi tiếng Ngôi nhà nhỏ trên thảo nguyên ra mắt, Shannen nhanh chóng nắm lấy cơ hội và cuối cùng đã giành được vai Jenny Wilder ở độ tuổi 11 khi đạo diễn kiêm diễn viên Michael Landon đã xem diễn xuất của cô trong Father Murphy. Doherty tiếp tục diễn cho đến khi bộ phim ngừng quay năm 1983. Sau này ông là cha đỡ đầu của Shannen và là một trong những người ảnh hưởng lớn đến cô. Bộ phim cũng là một trong những bộ phim Mỹ được yêu thích vào những năm 1996-1997 tai Việt Nam trên kênh VTV3.
Năm 1982, Shannen lồng tiếng cho bộ phim hoạt hình The Secret of NIMH.
Năm 1985, Shannen thủ vai Maggie Malene trong một tác phẩm điện ảnh hài cho thanh thiếu niên, Girls Just Want To Have Fun, bên cạnh những diễn viên gạo cội sau này Helen Hunt và Sarah Jessica Parker.
Từ năm 1986 đến năm 1988, Doherty được phân vai cô con gái lớn của gia đình Witherspoon - Kris - trong bộ phim truyền hình gia đình Our House. Vai diễn này mang lại cho Shannen hàng loạt đề cử cho giải Nghệ sĩ Trẻ Triển Vọng, còn gọi là Young Artist Award. Sau đó cô xuất hiện trong một tập phim của Magnum, P.I. tiếp nối sản xuất sau Airwolf.
Vai diễn lớn đầu tiên của Shannen thuộc dòng phim điện ảnh được thể hiện trong Heathers, công chiếu năm 1989. Bộ phim cũng như diễn xuất của Shannen được giới chuyên môn đánh giá cao. Heathers được nhận định mang màu sắc kịch tính và phản chiếu hiện thực tiêu cực của trường trung học Mỹ, và được đánh giá là Mean Girls hay Cô gái lắm chiêu phiên bản thập niên 80 mở màn cho những bộ phim sau này với phiên bản Lindsay Lohan và Rachel McAdams.
Shannen học cấp 2 và 3 tại một trường tư thục Pháp với ngôn ngữ chính Tiếng Pháp mang tên Le Lycee Francais tại Los Angeles (nơi Jodie Foster từng theo học). Shannen là học sinh hạng A chăm chỉ tiêu biểu tại trường và đã tốt nghiệp loại xuất sắc với số điểm 4.0/4.0 theo thang điểm của Mỹ. Tuy nhiên, cô không tiếp tục đăng ký học đại học cho đến năm 2011, Shannen quyết định theo học bằng cử nhân đại học từ xa chuyên ngành Nghệ thuật Tự Do Đương Đại tại Poison Ivy League University.

## Phim truyền hình

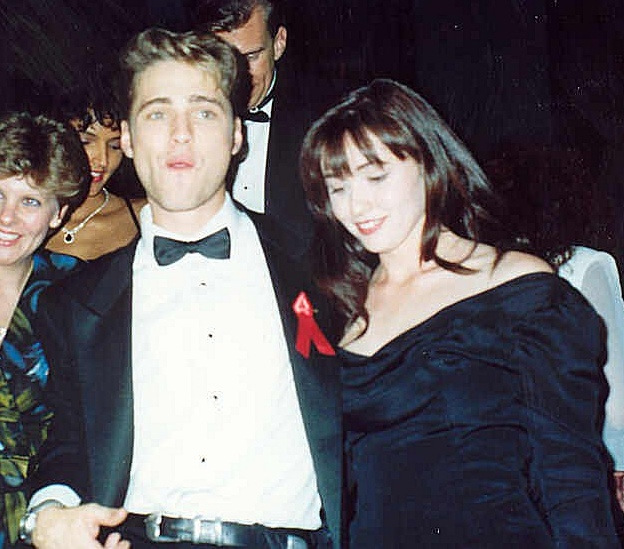
Doherty cùng bạn diễn Jason Priestley trong Beverly Hills, 90210 tại Governor's Ball sau lễ trao Giải Emmy lần thứ 43, tháng 8 năm 1991

Năm 1990, năm 19 tuổi, Shannen bắt đầu giành được danh tiếng và sự quan tâm chú ý của khán giá thế giới qua vai diễn đột phá Brenda Walsh trong phim truyền hình của nhà sản xuất Aaron Spelling, Beverly Hills, 90210. Năm 1991 và 1992, vai diễn này đã giúp cô nhận 2 đề cử cá nhân cho Nữ Diễn viên Trẻ xuất sắc nhất trong phim Truyền hình tại giải Nghệ sĩ Trẻ, còn gọi là Young Artist Award.
Tháng 2 năm 1992, Shannen Doherty xuất hiện trên trang bìa của tạp chí danh tiếng lẫy lừng Rolling Stone cùng hai người bạn diễn nam trong phim Beverly Hills, 90210.
Năm 2004, kênh truyền hình E! nêu tên vai diễn này tại vị trí thứ 10 trong danh sách 50 Người phụ nữ tinh quái nhất của lịch sử truyền hình đương đại mặc dù Doherty đã ngừng tham gia sau phần 4 năm 1994 do bất đồng với bạn diễn. Nhân vật của cô được viết lại rằng đã chuyển tới London và du học tại Học viện Kịch nghệ Hoàng gia.
Trong khi sự vắng mặt của nhân vật Brenda ban đầu được miêu tả là một năm nhưng nhân vật này không bao giờ trở lại trong bộ phim gốc dù được nhắc tới liên tục trong các phần tiếp theo. Ngôi sao Tiffani Thiessen của phim Saved by the Bell thế chỗ trống của Shannen với vai Valerie Malone, tuy vậy, chỉ số người xem không còn được duy trì như trong 3 phần đầu với Shannen. Sự nghiệp của cô sau đó căn bản chỉ bao gồm thể loại điện ảnh. Năm 1995, Shannen thủ vai chính trong Mallrats của Kevin Smith.
Năm 1998, Aaron Spelling quay lại mời Shannen và phân vai cho cô trong một bộ phim truyền hình khác của ông, Phép thuật (phim truyền hình). Trong bộ phim này, Shannen thủ vai chính Prue Halliwell, cô chị cả trong ba chị em tình cờ phát hiện ra thân phận phù thủy. Doherty cũng đạo diễn một số tập trong phần 1, 2, 3.
Năm 2001, Doherty ngừng tham gia bộ phim truyền hình này sau phần 3. Nguyên nhân được thông báo từ hai bạn diễn còn lại là từ mối quan hệ giữa Shannen và Alyssa Milano. Theo Holly Marie Combs, bạn diễn kiêm bạn thân của Shannen, mối quan hệ giữa Shannen và Alyssa không tồn tại căng thẳng hoặc xung đột trực tiếp mà do tính cách hai bên. Holly cũng thừa nhận lỗi không thuộc về Shannen hay Alyssa.
Shannen đã 2 lần nhận được đề cử giải Nữ Diễn Viễn Thể Hiện Nhân vật Truyền hình xuất sắc nhất cho diễn xuất của cô trong Phép thuật (phim truyền hình) năm 1999 và 2000 trong giải Sao Thổ thường niên, còn gọi là Staturn Award. Năm 2007, AOL nêu Prue là phù thủy vĩ đại thứ 10 trong lịch sử phim truyền hình.

## Sự nghiệp và Trưởng Thành (2002 – Hiện tại)
Năm 2003, Doherty chủ trò trên kênh Sci Fi Channel trong Scare Tactics trong phần một. Để đánh dấu cho sự trở lại thời hoàng kim với thể loại phim kịch, cô xuất hiện thường xuyên trong bộ phim truyền hình ngắn North Shore. Cô thủ vai Alexandra Hudson (2004–2005). Năm 2005, Doherty được phân vai trong bộ phim hài Love Inc. sau đó bỏ vai sau khi diễn bản thử.
Năm 2006, cô bắt đầu sản xuất và tham gia show truyền hình riêng, Breaking Up With Shannen Doherty. Show truyền hình được công chiếu trên kênh Oxygen network.
Shannen cũng tham gia hàng loạt tập của phim hài kịch tình huống nổi tiếng của Anh Bo! in the USA. Cô xuất hiện với tư cách khách mời. Nhân vật này bị Avid Merrion (Francis) quấy rối và tự công bố họ là đôi tình nhân. Show truyền hình lên sóng vào tháng 10 năm 2006 trên kênh Channel 4 của Anh.
Năm 2007, Doherty xuất hiện trong 2 dự án truyền hình bao gồm Kiss Me Deadly: A Jacob Keane Assignment cho kênh here! và phim giáng sinh Christmas Caper cho đài ABC Family. Cùng năm, Shannen thành lập công ty sản xuất "No Apologies" và cô đồng thời sản xuất một phim kịch cho chính mình. Năm 2007, Shannen đứng thứ 96 trong danh sách 100 Biểu tượng Truyền hình Lớn Nhất trên Entertainment Weekly. Năm 2008, Doherty xuất hiện trong một show truyền hình của Thụy Điển, High Chaparall, trong tập 2 của phần 4.

## Sự nghiệp nghệ thuật

### Phim điện ảnh
| Năm  | Tên                                            | Vai diễn                      | Notes                                                                        |
| ---- | ---------------------------------------------- | ----------------------------- | ---------------------------------------------------------------------------- |
| 1982 | Night Shift                                    | Bluebird                      |                                                                              |
| 1982 | The Secret of NIMH                             | Teresa (lồng tiếng)           |                                                                              |
| 1985 | Girls Just Want to Have Fun                    | Maggie Malene                 |                                                                              |
| 1985 | The Other Lover                                | Alison Fielding               |                                                                              |
| 1987 | Alf Loves a Mystery                            | The Lady in Red               |                                                                              |
| 1989 | Heathers                                       | Heather Duke                  |                                                                              |
| 1991 | Forever Young                                  | Party Girl                    |                                                                              |
| 1992 | Freeze Frame                                   | Lindsay Scott                 |                                                                              |
| 1992 | Obsessed                                       | Lorie Brindel                 |                                                                              |
| 1994 | A Burning Passion: The Margaret Mitchell Story | Margaret Mitchell             |                                                                              |
| 1994 | Almost Dead                                    | Doctor Katherine Roshak       |                                                                              |
| 1994 | Blindfold: Acts of Obsession                   | Madeleine Dalton              |                                                                              |
| 1994 | Jailbreakers                                   | Angel Norton                  |                                                                              |
| 1995 | Mallrats                                       | Rene Mosier                   |                                                                              |
| 1996 | Gone in the Night                              | Cynthia "Cindi" Dowaliby      |                                                                              |
| 1997 | Friends 'Til The End                           | Heather Romely                |                                                                              |
| 1997 | Sleeping with the Devil                        | Rebecca Dubrovich             |                                                                              |
| 1997 | The Ticket                                     | CeeCee Reicker                |                                                                              |
| 1997 | Nowhere                                        | Valley Chick #2               |                                                                              |
| 1999 | Striking Poses                                 | Gage Sullivan                 |                                                                              |
| 2000 | Satan's School for Girls                       | Beth Hammersmith/Karen Oxford |                                                                              |
| 2001 | Jay and Silent Bob Strike Back                 | Herself                       |                                                                              |
| 2001 | Another Day                                    | Kate                          |                                                                              |
| 2002 | Hell on Heels: The Battle Of Mary Kay          | Lexi Wilcox                   |                                                                              |
| 2002 | The Rendering                                  | Sarah Reynolds                |                                                                              |
| 2003 | View of Terror                                 | Celeste Timmerman             |                                                                              |
| 2007 | Christmas Caper                                | Kate Dove                     |                                                                              |
| 2008 | Kiss Me Deadly                                 | Marta                         | Also known as The Delphi Effect                                              |
| 2008 | The Lost Treasure of the Grand Canyon          | Susan Jordan                  | SyFy Channel TV movie                                                        |
| 2009 | Encounter with Danger                          | Lori                          | Aka. Resistance Đề cử Three Emmy's And A Grammy                              |
| 2010 | Burning Palms                                  | Dr. Shelly                    |                                                                              |
| 2010 | Growing the Big One                            | Emma Silver                   | Hallmark Channel TV movie                                                    |
| 2012 | Witchslayer Gretl                              | Gretel                        | Aka. Witchslayer, hoặc Gretl, hoặc Gretl: Witch Hunter SyFy Channel TV movie |

### Phim truyền hình
| Năm       | Tên                                              | Vai diễn               | Notes |
| --------- | ------------------------------------------------ | ---------------------- | --- |
| 1981      | Father Murphy                                    | Drusilla Shannon       | Đề cử — Young Artist Award                                                                                 |
| 1982      | The Phoenix                                      | Little Girl            | |
| 1982      | Voyagers!                                        | Betty Parris           | |
| 1982–1983 | Ngôi nhà nhỏ trên thảo nguyên (phim truyền hình) | Jenny Wilder           | Đề cử -Young Artist Award (1983 và 1984)                                                                   |
| 1983      | Little House: Look Back To Yesterday             | Jenny Wilder           | |
| 1983      | Magnum, P.I.                                     | Ima Platt              | |
| 1984      | Airwolf                                          | Phoebe Danner          | Đề cử - Young Artist Award                                                                                 |
| 1984      | Little House: Bless All The Dear Children        | Jenny Wilder           | |
| 1984      | Little House: The Last Farewell                  | Jenny Wilder           | |
| 1984      | The New Leave It to Beaver                       | Laurie                 | 1 tập |
| 1985      | Highway to Heaven                                | Shelley Fowler         | |
| 1985      | Robert Kennedy & His Times                       | Kathleen Kennedy       | |
| 1986–1988 | Our House                                        | Kris Witherspoon       | Đề cử - Young Artist Award (1987, 1988)                                                                    |
| 1986      | Out Laws                                         | Young Girl             | |
| 1989      | 21 Jump Street                                   | Janine                 | |
| 1990      | Life Goes On                                     | Ginny Green            | |
| 1990–1994 | Beverly Hills, 90210                             | Brenda Walsh           | Giành giải Young Artist Award (1993) Đề cử — Young Artist Award (1991, 1992) Đề cử — TV Land Awards (2007) |
| 1992      | The Secret Of Lost Creek                         | Jennie Fogel           | |
| 1998–2001 | Phép thuật (phim truyền hình)                    | Prue Halliwell         | Đề cử — Saturn Award (1999, 2000)                                                                          |
| 2004–2005 | North Shore                                      | Alexandra Hudson       | |
| 2005      | Love, Inc.                                       | Denise Johnson         | |
| 2005      | Thể loại 7: The End of the World                 | Faith Clavell          | CBS Miniseries                                                                                             |
| 2008–2009 | 90210                                            | Brenda Walsh           | Season 1                                                                                                   |
| 2010      | Mari-Kari                                        | Mari/Kari (lồng tiếng) | |

### Các chương trình truyền hình thực tế
| Năm  | Tên                                             | Vai trò            | Notes                        |
| ---- | ----------------------------------------------- | ------------------ | ---------------------------- |
| 2003 | Scare Tactics                                   | Host               |                              |
| 2006 | Breaking Up with Shannen Doherty                | Host               |                              |
| 2010 | Dancing with the Stars                          | Thí sinh           | Loại 30 tháng 3              |
| 2011 | Les Anges de la Télé Réalité 3: I Love New York | Khách mời đặc biệt | NRJ 12 French reality series |
| 2012 | Shannen Says                                    | Bản thân           | WE tv reality series         |

### Phim online
| Năm  | Tên     | Vai diễn        | Episode title/Notes |
| ---- | ------- | --------------- | ------------------- |
| 2011 | Suite 7 | Adrianne        | Company             |
| 2011 | Suite 7 | Series Director | Captive Audience    |

### Đạo diễn
| Năm  | Tên                           | Episode title                    | Season/Episode number |
| ---- | ----------------------------- | -------------------------------- | --------------------- |
| 2000 | Phép thuật (phim truyền hình) | Be Careful What You Witch For    | Phần 2, tập 22        |
| 2001 | Phép thuật (phim truyền hình) | The Good, the Bad and the Cursed | Phần 3, tập 14        |
| 2001 | Phép thuật (phim truyền hình) | All Hell Breaks Loose            | Phần 3, tập 22        |

### Nhà sản xuất
| Năm  | Tên                              | Vai trò               | Notes |
| ---- | -------------------------------- | --------------------- | ----- |
| 2001 | Another Day                      | co-executive producer |       |
| 2006 | Breaking Up with Shannen Doherty | executive producer    |       |
| 2006 | Better Off: Insecurity Check     | executive producer    |       |

### Tác giả
| Năm  | Tên                                                                        | Episode title/Note                     | Vai trò   |
| ---- | -------------------------------------------------------------------------- | -------------------------------------- | --------- |
| 2006 | Breaking Up with Shannen Doherty                                           | "Dancing by Myself"                    | Biên kịch |
| 2006 | Breaking Up with Shannen Doherty                                           | "You Need My Helpline: Chemistry Test" | Biên kịch |
| 2010 | Badass: A Hard-Earned Guide to Living Life with Style and (Right) Attitude |                                        | Tác giả   |

### Sân khấu
| Năm  | Tên              | Vai diễn | Notes                               |
| ---- | ---------------- | -------- | ----------------------------------- |
| 2010 | A Room Of My Own | xơ       | cùng Ralph Macchio và Mario Cantone |

### Biên đạo múa
| Năm  | Tên                           | Episode title | Season/Episode number |
| ---- | ----------------------------- | ------------- | --------------------- |
| 2001 | Phép thuật (phim truyền hình) | Coyote Piper  | Phần 3, tập 9         |

### Biên đạo nghệ thuật tạp chí
| Năm  | Tạp chí           | Công việc                                             |
| ---- | ----------------- | ----------------------------------------------------- |
| 2009 | Pasadena Magazine | Phụ trách thiết kế phông cảnh và hệ thống sắp xếp ảnh |

## Đề Cử và Giải thưởng

### Giải thưởng
Dàn diễn viên trẻ được yêu thích nhất ở thể loại phim truyền hình: Beverly Hills, 90210 - 1993 (Young Artist Award)
Màn thể hiện cá nhân xuất sắc nhất - Phim và video online: Suite 7, "Company," - 2012 (16th Annual Webby Awards)
Bộ phim truyền hình dài tập hay nhất: "Charmed" - 1999 (ASCAP Awards)

### Đề cử
Bộ phim truyền hình dài tập xuất sắc nhất: "Suite 7" - 2011 (Indie Intertube Awards)
Chương trình online xuất sắc nhất - thể Kịch: Suite 7, "Company," - 2011 (Banff Rockies awards)
Chương trình online xuất sắc nhất - phim truyền hình giải trí: The Webventures of Justin & Alden, "The Last Episode," - 2011 (Banff Rockies awards)
Cặp đôi yêu thích hoàn hảo nhưng chia tay đau khổ nhất trên màn ảnh: "Beverly Hills, 90210" - 2007 (TV Land Awards)
Bộ phim Kịch truyền hình dài tập xuất sắc nhất: "Charmed" - 2000 (Teen Choice Awards)
Bộ phim Giả Tưởng truyền hình dài tập xuất sắc nhất: "Charmed" - 2000 (By TV Guide Awards)
Bộ phim truyền hình dài tập xuất sắc nhất: "Charmed" - 2000 (Hollywood Makeup Artist and Hair Stylist Guild Award)
Nữ diễn viên thể hiện vai diễn truyền hình xuất sắc nhất: "Charmed" - 2000 (Saturn Awards)
Nữ diễn viên thể hiện vai diễn truyền hình xuất sắc nhất: "Charmed" - 1999 (Saturn Awards)
Bộ phim truyền hình dài tập xuất sắc nhất: "Charmed" - 1999 (Saturn Awards)
Bộ phim truyền hình dài tập xuất sắc nhất: "Charmed" - 1999 (IHG Awards)
Bộ phim truyền hình dài tập xuất sắc nhất: "Charmed" - 1999 (Saturn Awards)
Nữ diễn viên trẻ xuất sắc nhất ở thể loại phim truyền hình: "Beverly Hills, 90210" - 1992 (Young Artist Awards)
Nữ diễn viên trẻ xuất sắc nhất ở thể loại phim truyền hình: "Beverly Hills, 90210" - 1991 (Young Artist Awards)
Nữ diễn viên trẻ xuất sắc nhất ở thể loại phim kịch truyền hình dài tập: "Our House" - 1988 (Young Artist Awards)
Màn thể hiện xuất chúng và đặc biệt của nữ diễn viên trẻ trong phim mới thể loại hài hoặc kịch truyền hình: "Our House" - 1987 (Young Artist Awards)
Nữ diễn viên trẻ xuất sắc nhất - Vai phụ trong phim truyền hình: "Airwolf" - 1985 (Young Artist Awards)
Nữ diễn viên trẻ xuất sắc nhất ở thể loại phim kịch truyền hình dài tập: "Ngôi nhà nhỏ trên thảo nguyên (phim truyền hình)" - 1984 (Young Artist Awards)
Nữ diễn viên trẻ xuất sắc nhất ở thể loại phim kịch truyền hình dài tập: "Ngôi nhà nhỏ trên thảo nguyên (phim truyền hình)" - 1983 (Young Artist Awards)
Nữ diễn viên trẻ vai phụ xuất sắc nhất ở thể loại phim kịch truyền hình dài tập: "Father Murphy" - 1983 (Young Artist Awards)

### Hạng mục khác
Hạng 96 trong 100 Biểu tượng truyền hình vĩ đại nhất - 2007 (Entertainment Weekly bình chọn)
Hạng 10 trong Những phù thủy vĩ đại nhất trên truyền hình cho vai diễn Prue Halliwell - 2007 (AOL bình chọn)
Hạng 5 trong 100 Ngôi sao tuổi Teen vĩ đại nhất - 2006 (VH1 bình chọn).
Hạng 10 trong 50 Người phụ nữ tinh quái nhất của lịch sử truyền hình đương đại cho vai diễn Brenda Walsh - 2004 (E! bình chọn)
Hạng 86 trong 100 phụ nữ gợi cảm nhất - 2001 (FHM bình chọn)
Hạng 31 trong 50 phụ nữ gợi cảm nhất - 1999 (độc giả Maxim bình chọn)
Hạng 15 trong 25 phụ nữ gợi cảm nhất - 1995 (Celebrity Sleuth)